# Tập đoàn Dầu khí Quốc gia Trung Quốc
Tập đoàn Dầu khí Quốc gia Trung Quốc (CNPC) (tiếng Trung giản thể: 中国石油天然气集团公司)  là một tập đoàn dầu khí lớn của Trung Quốc và là một trong những tập đoàn năng lượng lớn nhất thế giới. Trụ sở chính đặt tại quận Đông Thành, Bắc Kinh. CNPC được xếp hạng thứ 4 trong danh sách Fortune Global 500 năm 2019, một bảng xếp hạng toàn cầu của các tập đoàn lớn nhất theo doanh thu.

## Cấu trúc doanh nghiệp
CNPC là công ty thuộc sở hữu của nhà nước, công ty mẹ của  PetroChina, được thành lập vào ngày 5 tháng 11 năm 1999 như là một phần của việc tái cấu trúc CNPC. Trong quá trình tái cấu trúc, CNPC đã chuyển vào PetroChina phần lớn tài sản và nợ của CNPC liên quan đến hoạt động thăm dò và sản xuất dầu khí, tinh chế và tiếp thị, kinh doanh hóa chất và khí tự nhiên. CNPC và PetroChina mở rộng kinh doanh ở nước ngoài thông qua một liên doanh, Công ty Thăm dò & Phát triển CNPC (CNODC), được sở hữu 50% bởi PetroChina. 
Vào tháng 3 năm 2014, Chủ tịch CNPC Zhou Jiping tuyên bố rằng CNPC sẽ mở sáu đơn vị kinh doanh cho các nhà đầu tư tư nhân. 
CNPC cũng có một bản ghi nhớ với UOP Llc, theo đó hai công ty sẽ hợp tác trong một loạt các công nghệ và dự án nhiên liệu sinh học ở Trung Quốc.

## Hoạt động

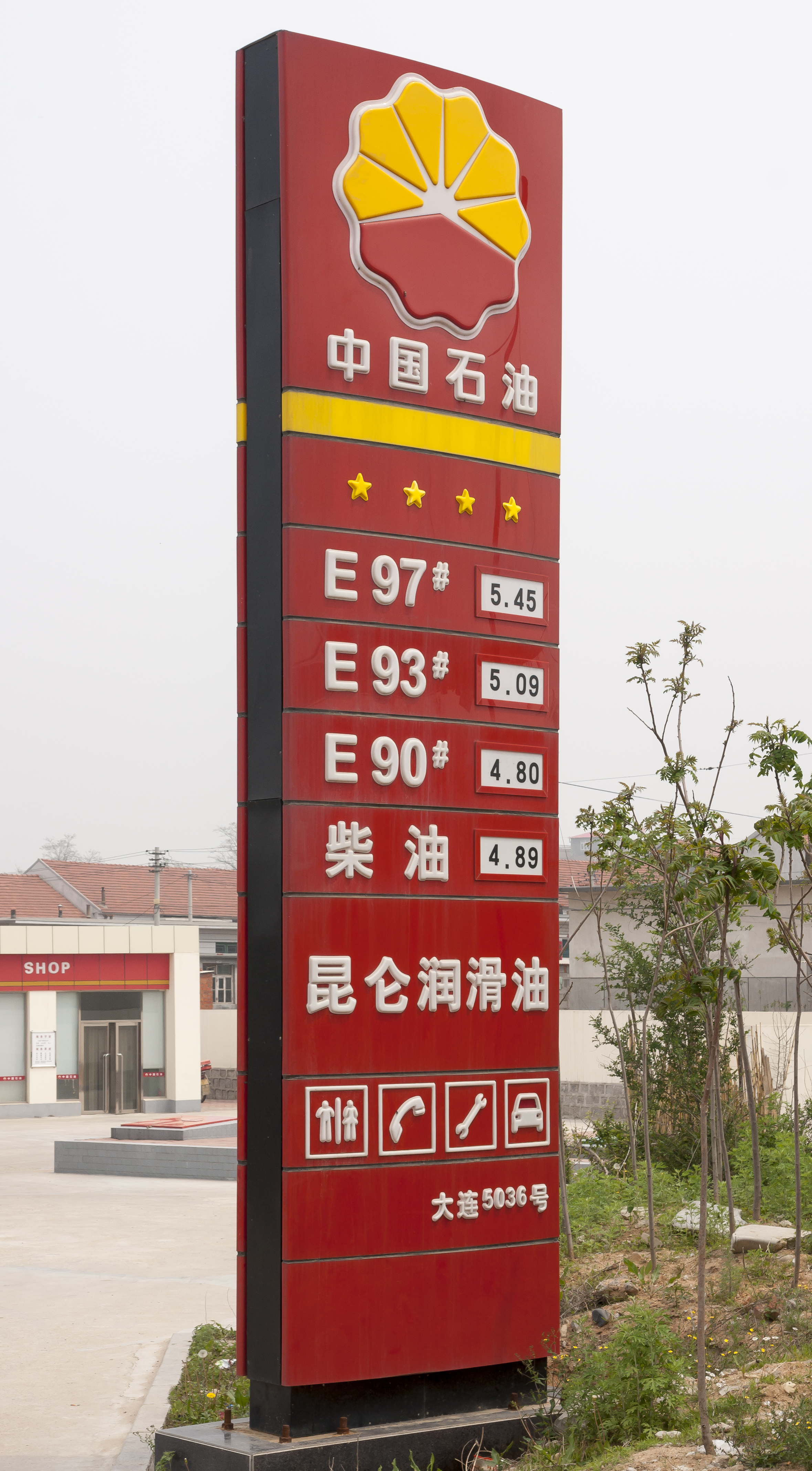
Giá nhiên liệu tại một trạm xăng ở Đại Liên

CNPC nắm giữ trữ lượng dầu thô đã được chứng minh là 3,7 tỷ thùng (590.000.000 m3). Năm 2007, CNPC đã sản xuất 54 tỷ mét khối khí đốt tự nhiên. CNPC có 30 dự án thăm dò và sản xuất tại các nước Azerbaijan, Canada, Iran, Indonesia, Myanmar, Oman, Peru, Sudan, Nigeria, Thái Lan, Turkmenistan và Venezuela. Nhiều dự án thăm dò của công ty được thực hiện bởi Great Wall Drilling Company (GWDC.
Năm 2018, công ty tuyên bố sẽ xây dựng các cơ sở lưu trữ khí đốt tự nhiên với tổng sức chứa 55,6 tỷ m3 ở tỉnh phía bắc Hà Nam, để giảm bớt tắc nghẽn nguồn cung trong mùa đông cao điểm. Trung Quốc đã đẩy nhanh việc xây dựng các cơ sở lưu trữ khí ngầm do những thách thức trong việc vận chuyển khí đốt vào mùa đông, khi các vấn đề hậu cần buộc người mua phải vận chuyển các xe tải khí hóa lỏng  hàng ngàn km từ nơi nhập khẩu đến khu vực tiêu thụ. Trung Quốc đã bắt đầu một chương trình đầy tham vọng để chuyển đổi số lượng lớn nhiệt điện đốt than sang khí đốt tự nhiên, để hạn chế khói bụi và ô nhiễm.  

### Iraq
Vào tháng 3 năm 2009, CNPC đã bắt đầu phát triển Ahdab, một mỏ dầu ở Wasit Goverorate, trữ lượng dầu một tỷ thùng, trở thành "nhà đầu tư nước ngoài quan trọng đầu tiên" ở Iraq.  Dự án đã tiến triển mặc dù có vấn đề về an ninh với nông dân địa phương, hàng chục nông dân phàn nàn về thiệt hại tài sản. Adhab dự kiến sẽ không phải là một dự án lợi nhuận lớn, mang lại cho công ty lợi nhuận dự kiến 1%, nhưng lĩnh vực này được coi là một chiến lược nhằm tiếp cận vào Iraq.
Sau Adhab, CNPC đã có được hợp đồng trong 2009/2010 Iragi oil services contracts tender để phát triển "  Rumaila filed "  với đối tác liên doanh BP, nơi chứa khoảng 17,8 tỷ thùng (2,83×109 m3)        dầu. Dự kiến, sản lượng dầu thô từ Rumaila sẽ tăng 10% vào cuối năm 2010 sau khi tập đoàn BP PLC / CNPC tiếp quản sự phát triển của lĩnh vực này vào tháng 6 năm 2010  Một hợp đồng cũng đã được trao cho một tập đoàn dẫn đầu bởi CNPC (37,5%), bao gồm Total (18,75%) và Petronas (18,75%) cho "  Halfaya field " ở phía nam Iraq, nơi chứa khoảng 4,1 tỷ thùng (650.000.000 m3)     dầu.

### Iran
CNPC ngày càng tham gia vào việc phát triển các mỏ dầu của Iran sau các lệnh trừng phạt của phương Tây nhắm vào các ngành dầu khí của Iran, thay thế nhiều công ty năng lượng châu Âu như Shell Oil, Repsol, v.v.(ngừng hoạt động ở Iran). CNPC cùng với Sinopec đã tham gia vào nhiều dự án khác nhau liên quan đến phát triển dầu khí Iran. Kể từ năm 2011, CNPC đã phát triển mỏ dầu Masjed Soleyman của Iran, mỏ dầu lâu đời nhất ở Trung Đông, cùng với đối tác NIOC của Iran trong một thỏa thuận trị giá 200 triệu đô la. Sản lượng từ mỏ dầu đặc biệt này dự kiến sẽ tăng trong năm 2011 từ 2.500 thùng (400 m3)     một ngày đến 25.000 thùng (4.000 m3)     sau khi hoàn thành giai đoạn đầu tiên, và đến 55.000.000 bbl/d (8.700.000 m3/d)       sau khi hoàn thành giai đoạn 2 của dự án.

### Malaysia
China Oil Pipeline Engineering, một đơn vị của CNPC, là nhà thầu chính làm việc để thiết lập hai đường ống dẫn dầu ở Malaysia. Dự án đã bị chính phủ Malaysia đình chỉ vào năm 2018 và vào tháng 7 năm 2019, một tài khoản của CPP chứa 240 triệu đô la đã bị chính phủ Malaysia tịch thu và chuyển sang một doanh nghiệp thuộc sở hữu của chính phủ Malaysia.

### Syria
CNPC với công ty dầu mỏ nhà nước Ấn Độ, ONGC đã tạo ra một liên doanh để có được cổ phần thiểu số từ khoảng 33,3% đến 39% từ một số mỏ dầu, khí đốt của Syria. Việc hợp tác là một ví dụ hợp tác đáng chú ý giữa hai công ty dầu khí nhà nước thường xuyên cạnh tranh trên toàn thế giới.

### Kazakhstan
CNPC là một trong những công ty Trung Quốc hoạt động tích cực trong lĩnh vực dầu khí ở Kazakhstan. Công ty này tham gia rất nhiều vào việc phát triển dầu mỏ Kazakhstan sau khi mua lại Tập đoàn Dầu khí có trụ sở tại Alberta, một công ty có tất cả các hoạt động tại Kazakhstan. Công ty được mua với giá 4,18 tỷ USD. Sự phản kháng chính trị ở Kazakhstan đối với thỏa thuận này đã được xoa dịu bằng việc bán một cổ phần thiểu số tại PetroKazakhstan của CNPC cho KazMunaiGaz, công ty dầu khí nhà nước Kazakhstan.

### Uzbekistan
Vào năm 2006, CNPC đã thành lập một tập đoàn quốc tế với các công ty nhà nước là Uzbekneftegaz, LUKoil Overseas, Petronas và Tập đoàn Dầu khí Quốc gia Hàn Quốc để thăm dò và phát triển các mỏ dầu khí ở Biển Aral.

### Đường ống Tân Cương
Vào tháng 10 năm 2004, CNPC đã bắt đầu xây dựng một đường ống từ Trung Đông đến Tân Cương.  

### Afghanistan
Vào tháng 12 năm 2011, Afghanistan đã ký một thỏa thuận với CNPC để phát triển các khối dầu trong lưu vực Amu Darya, một dự án dự kiến sẽ kiếm được hàng tỷ đô la trong hai thập kỷ; Thỏa thuận bao gồm khoan và nhà máy lọc dầu ở các tỉnh phía bắc Sar-e Pol và Faryab và là thỏa thuận sản xuất dầu quốc tế đầu tiên được chính phủ Afghanistan ký kết trong nhiều thập kỷ.

### Nam Sudan
CNPC là nhà đầu tư lớn trong lĩnh vực dầu mỏ của Nam Sudan. Công ty là cổ đông lớn trong tập đoàn Petrodar.
Công ty khoan Great Wall, một công ty con của Công ty Dầu khí Quốc gia Trung Quốc, đã đầu tư 700 triệu đô la vào việc khoan 57 giếng ở Sudan trong thời gian 3 năm bắt đầu từ năm 1997. Năm 2010, công ty đã được Dầu khí Sudan trao hợp đồng  xây dựng 5 giàn khoan dầu với giá 75,5 triệu USD.

### Nga
Vào tháng năm 2014, Một thỏa thuận kéo dài 30 năm giữa Nga 's Gazprom và Tập đoàn Dầu khí Quốc gia Trung Quốc (CNPC) trong 10 năm ước tính trị giá 400 tỷ $. Thỏa thuận được ký kết tại hội nghị thượng đỉnh ở Thượng Hải và dự kiến sẽ cung cấp khoảng 38 tỷ mét khối khí đốt tự nhiên mỗi năm, bắt đầu từ khoảng năm 2018.

### New Zealand
CNPC hoạt động tại New Zealand thông qua công ty CCDC (NZ) Drilling

## Tai nạn và sự cố

### Rò rỉ khí tại Trùng Khánh năm 2003
Vào ngày 23   Tháng 12 năm 2003, một vụ nổ khí xảy ra tại mỏ khí Luojia số 16H. 243 người chết, 2.142 phải nhập viện.

### Nhà máy hóa chất Cát Lâm
Năm 2005, đã có vụ nổ tại một nhà máy hóa dầu thuộc sở hữu của CNPC, khiến sáu người chết, phải sơ tán hàng loạt và một vụ tràn dầu lớn trên sông Songhua.

### Vụ nổ đường ống khí đốt ở Tứ Xuyên
Một đường ống dẫn khí phát nổ vào ngày 20   Tháng 1 năm 2006 tại Tứ Xuyên. Được biết, chín người đã thiệt mạng và gần 40 người bị thương.

### Rò rỉ gas năm 2006 tại Trùng Khánh
Một rò rỉ khí  xảy ra vào ngày 25 tháng 3 năm 2006 tại mỏ khí số 2 Luojia. Lần thử thứ ba sáu ngày sau khi kết thúc thành công; 15.000 người đã được sơ tán.

### Tràn dầu diesel sông Xích Thủy
Trong năm 2009, một đường ống dẫn CNPC đã nổ tung, tràn 150 m3 (5.300 ft khối) dầu diesel vào sông Xích Thủy ở tỉnh Thiểm Tây.

### Tràn dầu cảng Tân Cương
Vào tháng 7 năm 2010, hai đường ống đã phát nổ tại một kho chứa dầu thuộc Tập đoàn Dầu khí Quốc gia Trung Quốc gần cảng Tân Cương của Đại Liên ở tỉnh Liêu Ninh, đã đổ khoảng 1.500 tấn dầu thô xuống biển. Sự cố tồi tệ nhất ban đầu bao trùm 180 km2 (69 dặm vuông Anh).

### Đình chỉ hoạt động ở Chad
Hoạt động của một công ty con CNPC ở Chad đã hoàn toàn bị đình chỉ vào tháng 8 năm 2013 sau khi nó vi phạm các tiêu chuẩn môi trường trong khi khoan dầu thô ở phía nam đất nước.